# Okręgowe rozgrywki w piłce nożnej woj. olsztyńskiego (1959)
Drużyny z województwa olsztyńskiego występujące w ligach centralnych i makroregionalnych:
- I liga – brak
- II liga – brak

Rozgrywki okręgowe:
- III liga okręgowa (III poziom rozgrywkowy)
- klasa A (IV poziom rozgrywkowy)
- klasa B – 2 grupy (V poziom rozgrywkowy)
- klasa C – podział na grupy (VI poziom rozgrywkowy)
- klasa W – podział na grupy (VII poziom rozgrywkowy)

## Liga okręgowa
| Lp.    | Drużyna              | M   | Z  | R  | P  | Bramki | Bramki | Różn. | Pkt. | Uwagi                   |
| ------ | -------------------- | --- | -- | -- | -- | ------ | ------ | ----- | ---- | ----------------------- |
| 1      | Warmia Olsztyn (B)   | 18  | 14 | 2  | 2  | 67     | 26     | +41   | 30   | Baraże do II ligi       |
| 2      | WKS Grunwald Ostróda | 18  | 10 | 2  | 6  | 62     | 36     | +26   | 22   |                         |
| 3      | Zatoka Braniewo      | 18  | 10 | 2  | 6  | 46     | 30     | +16   | 22   |                         |
| 4      | Granica Kętrzyn      | 18  | 8  | 5  | 5  | 29     | 29     | 0     | 21   |                         |
| 5      | Sokół Ostróda        | 18  | 9  | 1  | 8  | 40     | 37     | +3    | 19   |                         |
| 6      | Gwardia Olsztyn      | 18  | 6  | 5  | 7  | 24     | 26     | -2    | 17   |                         |
| 7      | Victoria Bartoszyce  | 18  | 6  | 4  | 8  | 31     | 41     | -10   | 16   |                         |
| 8      | Orzeł Kętrzyn        | 18  | 6  | 3  | 9  | 28     | 38     | -10   | 15   |                         |
| 9      | Jeziorak Iława (S)   | 18  | 5  | 1  | 12 | 24     | 42     | -18   | 11   | Spadek do niższej klasy |
| 10     | OKS Olsztyn (S)      | 18  | 3  | 1  | 14 | 23     | 69     | -46   | 7    | Spadek do niższej klasy |
| Tabela | Tabela               | 180 | 77 | 26 | 77 | 374    | 374    |       | 180  |                         |

- Warmia Olsztyn nie awansowała do II ligi

## Klasa A
| Poz. | Klub                         | M  | Pkt. | Opis      |
| ---- | ---------------------------- | -- | ---- | --------- |
| 1    | Vęgoria Węgorzewo            | 18 |      |           |
| 2    | Huragan Morąg (b)            | 18 |      |           |
| 3    | Warmia II Olsztyn            | 18 |      | do gr. I  |
| 4    | Drwęca Nowe Miasto Lubawskie | 18 |      | do gr. II |
| 5    | Sparta Mrągowo               | 18 |      | do gr. I  |
| 6    | Stal Giżycko                 | 18 |      | do gr. I  |
| 7    | Pogoń Prabuty                | 18 |      | do gr. II |
| 8    | Start Działdowo              | 18 |      | do gr. II |
| 9    | Olimpia Olsztynek (s)        | 18 |      |           |
| 10   | Polonia Pasłęk (b)           | 18 |      |           |

## Klasa B
- grupa I – awans: Wel Lidzbark Welski, Błękitni Orneta
- grupa II – awans: Podchorążak Szczytno, Tęcza Biskupiec